# Live Craziness
Live Craziness er et uofficielt livealbum udgivet i Tyskland med den danske rockgruppe D-A-D i 1992. Albummet indeholder live-udgaver af gruppens numre optaget på Kåren Göteborg i Sverige d. 29. januar 1992, på Roskilde Festival d. 1. juli 1988 samt Midtfyns Festival d. 3. juli 1986.
Nummeret "Girl Nation" på Roskilde Festival er en tidlig udgave inden albummet No Fuel Left for the Pilgrims var udkommet, og den har en lidt anderledes tekst end den udgivne version på albummet fra 1989. Opførslen af "Sleeping My Day Away" var en urpremiere.

## Spor
CD1
Optaget på Kåren i Göteborg, Sverige d. 29. januar 1992
1. "Rock ´N´ Rock Radar
2. "Bad Craziness
3. "Girlnation
4. "Rim Of Hell
5. "Day Of Wrong Moves
6. "Riding With Sue
7. "Jihad
8. "I Wont Cut My Hair
9. "Point Of View
10. "Down That Dusty 3rd World Road
11. "Grow Or Pay
12. "Sleeping My Day Away
13. "D - Law
14. "Over Much
15. "True Believer
16. "Siamese Twin
17. "Smart Boy Can´t Tell Ya´
18. "Makin´ Fun Of Money

CD2
Første tre numre er optaget på Kåren, 1992. Sport 4 til 13 blev optaget 1. juli 1988 på Roskilde Festival, mens spor 14-17 blev optaget 3. juli 1986 på Midtfyns Festival
1. "I´ll Will"
2. "Malboro Man"
3. "Laugh ´N´ A Half"
4. "Girl Nation"
5. "Black Crickets"
6. "Trucker"
7. "Riding With Sue"
8. "I Wont Cut My Hair"
9. "The Wreck Of The Old 97"
10. "Sleeping My Day Away"
11. "Jihad"
12. "Ride My Train"
13. "Malboro Man"
14. "Call Of The Wild"
15. "Never Never (Indian Love)"
16. "Counting The Cattle"
17. "The Wreck Of The Old 97"